# Galagoides cocos
Galagoides cocos är en primat i familjen galagoer som förekommer med flera från varandra skilda populationer i östra Kenya och nordöstra Tanzania. Primatens taxonomi var länge omstridd. Den infogades ofta som synonym i Galagoides zanzibaricus eller i andra närbesläktade arter. Nyare avhandlingar och IUCN godkänner den som art.
Arten blir 14,2 till 18,3 cm lång (huvud och bål), har en 18,2 till 23 cm lång svans och väger 117 till 172 g. Honornas vikt varierar mycket. Pälsens färg är nästan identisk med Galagoides granti. Galagoides cocos har bara en mörk svansspets och ingen svart svansspets. Den skiljer sig även i sina läten från andra arter av samma släkte. Dessutom har hanarnas penis en avvikande konstruktion.
Denna galago vistas i låglandet och i kulliga områden vid foten av bergstrakter. Habitatet utgörs av tropiska fuktiga skogar, av andra skogar längs vattendrag och av områden med jordbruksmark, trädodlingar och trädgårdar. Individerna vilar i trädens håligheter. De delar utbredningsområdet med andra galagoer. Honor har en kull per år med en eller två ungar.
Galagoides cocos hotas i viss mån av skogsavverkningar men den har ganska bra förmåga att anpassa sig till människans landskapsförändringar. Dessutom hittas den i två nationalparker och i andra skyddszoner. IUCN listar arten som livskraftig (least concern).